# Стево Стевић
Стево Стевић (Загреб, 3. април 1980) пјесник је који је своју Поезију објављивао у разним часописима: "Студент", "Свеске", "Српски глас".